# Thomas Hill (Geistlicher)

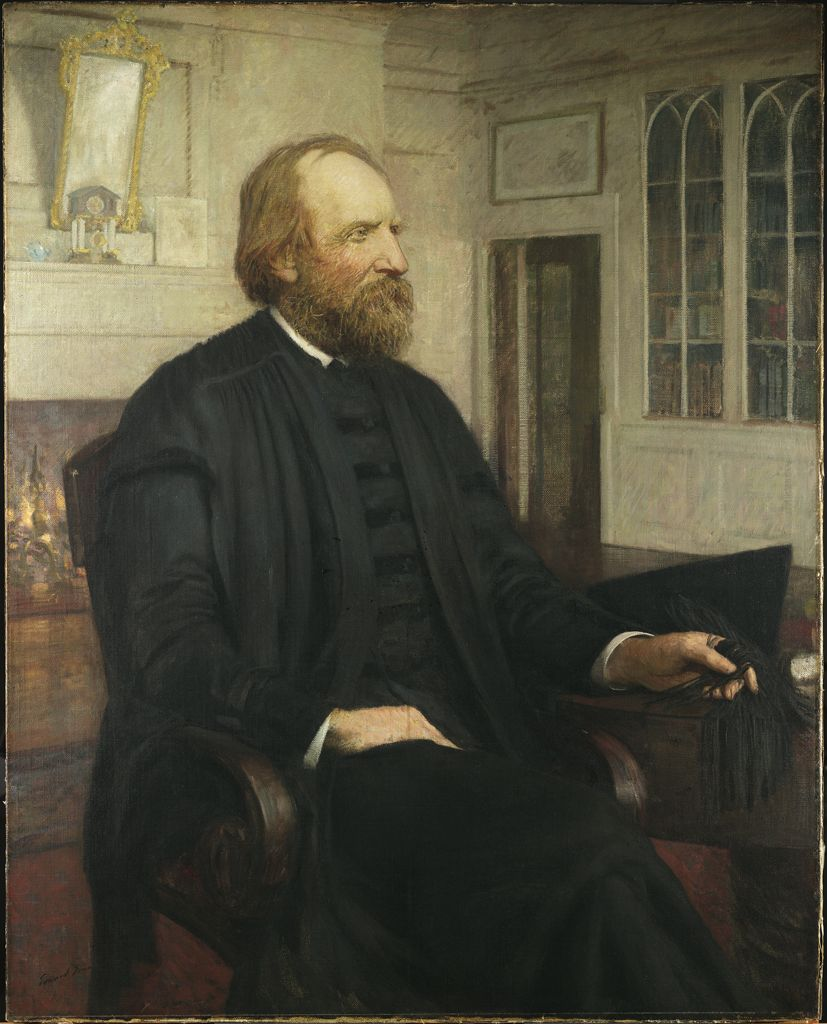
Thomas Hill

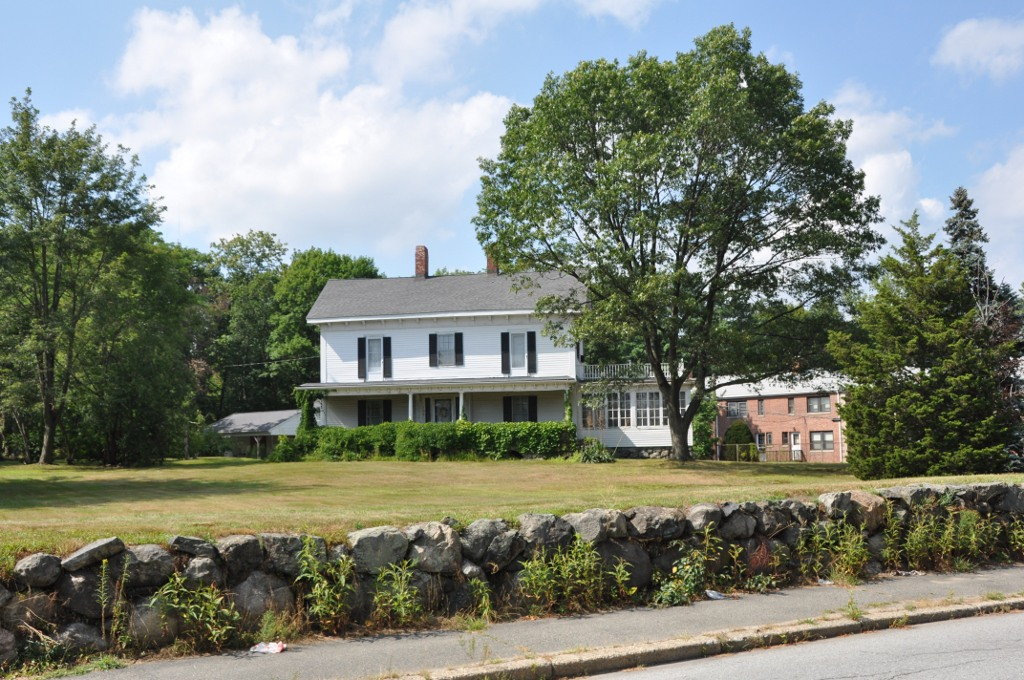
Thomas Hills Haus in Waltham

Thomas Hill (* 7. Januar 1818 in New Brunswick (New Jersey); † 21. November 1891 in Waltham (Massachusetts)) war ein US-amerikanischer Universalgelehrter, der als unitarischer Theologe, Mathematiker, Philosoph, Erzieher, Lyriker und Erfinder hervortrat. Der Computerpionier ließ 1857 seine mechanische Addiermaschine patentieren. Das Rechengerät wird im National Museum of American History aufbewahrt.

## Leben
Thomas Hill, der Sohn des Gerbers und Schöffen Thomas Hill (1771–1828) und dessen Ehefrau Henrietta Barker Hill (1774–1824), genoss keine Schulbildung. Die Geschwister brachten ihm das Lesen bei. Von 1830 bis 1833 kam er als Lehrjunge in einer Zeitungsredaktion unter. Trotz fehlender Grundschulbildung erlangte er in den Jahren bis 1837 die Hochschulreife durch Besuch mehrerer Institute; durchlief die Lower Dublin Academy in Holmesburg, die Leicester Academy und das Becker College in Leicester (Massachusetts). Die Harvard University absolvierte er 1845 als
Bachelor of Arts und als Doctor of Divinity.
Thomas Hill heiratete am 27. November 1845 Anne Foster Bellows (1817–1864). Das Paar bekam sechs Kinder, von denen fünf das Erwachsenenalter erreichten.
1860 bis 1862 stand Thomas Hill dem Antioch College als Präsident vor. Anschließend war er bis 1868 Präsident der Harvard University. Aus gesundheitlichen Gründen zog er sich aus dem Hochschulbetrieb zurück und leitete die Unitarier-Gemeinde in Portland (Maine). Gegen Ende seines Lebens war er Pfarrer der Unitarier in Waltham.

## Ehrungen und Mitgliedschaften
- Medaille des Franklin Institute für Geräteentwicklung zur Beobachtung von Verfinsterungen (Sonne, Mond)
- nach 1845: Ehrenmitglied der Hasty Pudding
- 1853: Mitglied der American Academy of Arts and Sciences[2]

## Werke (Auswahl)
Mathematik
- 1855: First lessons in geometry. (archive.org Ausgabe Boston 1881)
- 1863: A second book in geometry. (archive.org)
- 1890 zusammen mit George Albert Wentworth (1835–1906): A high school arithmetic. (archive.org)

Pädagogik
- 1858: Liberal education. (archive.org)
- 1876: The true order of studies. (archive.org)

Naturgeschichte
- 1853:  The annual address before the Harvard natural history society. (archive.org)

Philosophie und Religion
- 1846: Law.
- 1860: Religion in public instruction. (archive.org)
- 1877: A statement of the natural sources of theology.  (archive.org)
- 1879: Death and redemption.
- 1882: Geometry and faith. (archive.org)

Lyrik
- 1888: In the woods and elsewhere.  (archive.org)